# Stijf priemwier
Het stijf priemwier (Agardhiella subulata) is een roodwier uit de klasse Florideophyceae.

## Kenmerken
Het stijf priemwier is een helderrode, vlezig aanvoelende wierensoort die een hoogte kan bereiken van 25 centimeter. Het thallus (plantvorm) bestaat uit een kleine hechtschijf met cilindrische assen die herhaaldelijk vertakt zijn. Deze assen zijn maximaal 5 millimeter in doorsnede en worden zowel aan de top als aan de basis smaller. Het centrum van de assen bestaat uit een weefsel van dunne filamenten met daaromheen een cortex van veelhoekige of afgeronde cellen.

## Verspreiding
Het stijf priemwier komt oorspronkelijk uit Noord-Amerika en de Noordelijke Atlantische Oceaan, maar heeft zich door middel van aquacultuur en scheepsrompen eind twintigste eeuw in Nederland gevestigd. Het komt voor in zowel intergetijdengebieden als wat dieper gelegen zeewateren. Met name in relatief kalme en heldere wateren kan dit wier overvloedig groeien en inheemse soorten verdringen.